# Баян Йолгий
Баян Йолгий (на монголски: Баян Өлгий) е един от 21 аймаци в Монголия.
На северозапад граничи с Русия, на юг и запад – с Китай, на североизток – с аймака Увс, а на изток – с Ховд. Китайско-руската граница е изключително къса и само на 40 km от Баян Йолгий се намира Казахстан.

## География
Баян Йолгий е най-високо разположената провинция в Монголия. По-голямата част от територията ѝ е разположена в планинската верига Монголски Алтай. Около 10% от аймака са покрити с гори, състоящи се основно от сибирска лиственица.
Планината Таван Богд Ул (Планината на петимата светци), която е част от планинския масив Таван Богд, е разположена точно където Монголия, Русия и Китай делят обща граница. На 2,5 km южно от монголско-китайската граница е разположен Хуйтен (Студеният връх) – най-високият връх в Монголия, познат още като Найрамдал (Връх на приятелството). Масивът Таван Богд включва множество ледници, сред които е 19-километровият Потанин, който е достъпен само за опитни алпинисти.
Река Ховд извира на територията на Баян Йолгий. Реката се захранва от езерата Хотон, Хурган и Даян, а от своя страна Ховд захранва езерото Хар-Ус Нур, разположено в аймака Ховд. На около 50 km от град Йолгий е разположено соленото езеро Толбо Нур, което е разположеное на 2080 m надморска височина.
Национален парк Алтай Таван Богд е с площ от 6362 km² и е разположен в южната част на планинския масив Таван Богд. В парка са включени езерата Хотон, Хурган и Даян. Защитената територия Хьох Серхийн Нуру е с площ от 659 km², а национален парк Силхемийн Нуру – 1428 km² и действат като резервати за защитени животински видове. Национален резерват Девелин Арал (103 km²) е разположен около остров Девелин, който се намира в устието на реките Лсан Холой и Ховд. Резерватът действа от 2000 г. насам. Национален парк Цамбарагав (1115 km²) включва всички ледници в близост до аймак Ховд и има за цел да предпази някои застрашени видове, сред които снежният леопард.

## Население
По-голямата част от населението на Баян Йолгий са казахи (88,7%). Останалата част от населението се състои от урянхаи (7,2%), дьорвьоди (1,5%), халха-монголци, тувинци и хошуди. Значителна част от местното население говори казахски като роден език, а монголски като втори, въпреки че има хора, които изобщо не го владеят.
С демократизацията на Казахстан много жители на аймака напускат Монголия и заминават за Казахстан в търсене на по-добър живот. В резултат на това от 102 000 души през 1991 г. населението на Баян Йолгий се стопява до 75 000 души през 1993 г. Нестабилното състояние на казахската държава и множеството неуредици карат много от напусналите казахи да се завърнат в Монголия, като по този начин през 2004 г. броят на жителие е отново около 100 000 души. По-голямата част от населението на аймака са мюсюлмани, въпреки че в голямата си част монголското население изповядва тибетски будизъм.
| 1956   | 1960   | 1963   | 1969   | 1975   | 1979   | 1981   | 1985   | 1989   | 1991    | 1993   | 1995   | 1998   | 2000   | 2002   | 2004   | 2005   |
| ------ | ------ | ------ | ------ | ------ | ------ | ------ | ------ | ------ | ------- | ------ | ------ | ------ | ------ | ------ | ------ | ------ |
| 38 800 | 44 600 | 47 800 | 58 100 | 66 600 | 71 400 | 74 500 | 82 400 | 90 900 | 102 817 | 75 043 | 82 259 | 87 341 | 94 094 | 98 066 | 99 112 | 95 758 |

## Административно деление
| Сум           | Монголски                | Население на сума (1985) | Население на сума (1994) | Население на сума (2005) | Население на центъра на сума (2005) | Площ (km²) | Гъстота (/km²) |
| ------------- | ------------------------ | ------------------------ | ------------------------ | ------------------------ | ----------------------------------- | ---------- | -------------- |
| Алтай         | на монголски: Алтай      | 3400                     | 3237                     | 3914                     | 977                                 | 3200       | 1.22           |
| Алтанцьогц    | на монголски: Алтанцөгц  | 3300                     | 3038                     | 3038                     | 1302                                | 1800       | 1.69           |
| Баяннур       | на монголски: Баяннуур   | 4800                     | 4507                     | 5320                     | 2005                                | 2300       | 2.31           |
| Бугат         | на монголски: Бугат      | 3300                     | 2777                     | 3604                     | 1109                                | 2000       | 1.80           |
| Булган        | на монголски: Булган     | 5000                     | 5115                     | 5901                     | 1298                                | 5000       | 1.18           |
| Буянт         | на монголски: Буянт      | 2300                     | 2546                     | 3002                     | 722                                 | 1800       | 1.67           |
| Делун         | на монголски: Дэлүүн     | 6600                     | 6782                     | 8183                     | 1507                                | 5600       | 1.46           |
| Ногоннур      | на монголски: Ногооннуур | 7500 *                   | 6331                     | 6539                     | 2160                                | 5300 *     | 1.52 *         |
| Йолгий (град) | на монголски: Өлгий      | 24 000                   | 21 569                   | 28 248                   | 27 568                              | 100        | 282.48         |
| Сагсай        | на монголски: Сагсай     | 4100                     | 3746                     | 5185                     | 1235                                | 3100       | 1.67           |
| Толбо         | на монголски: Толбо      | 4100                     | 3746                     | 4260                     | 986                                 | 3000       | 1.42           |
| Цаганнур      | на монголски: Цагааннуур | -                        | 1878                     | 1528                     | 1270                                | -          | -              |
| Ценгел        | на монголски: Цэнгэл     | 6700                     | 6539                     | 8364                     | 1597                                | 6500       | 1.29           |
| Уланхус       | на монголски: Улаанхус   | 7300                     | 6807                     | 8672                     | 1304                                | 6000       | 1.45           |

* – Включва сум Цаганнур